# 2022년 스리랑카 시위

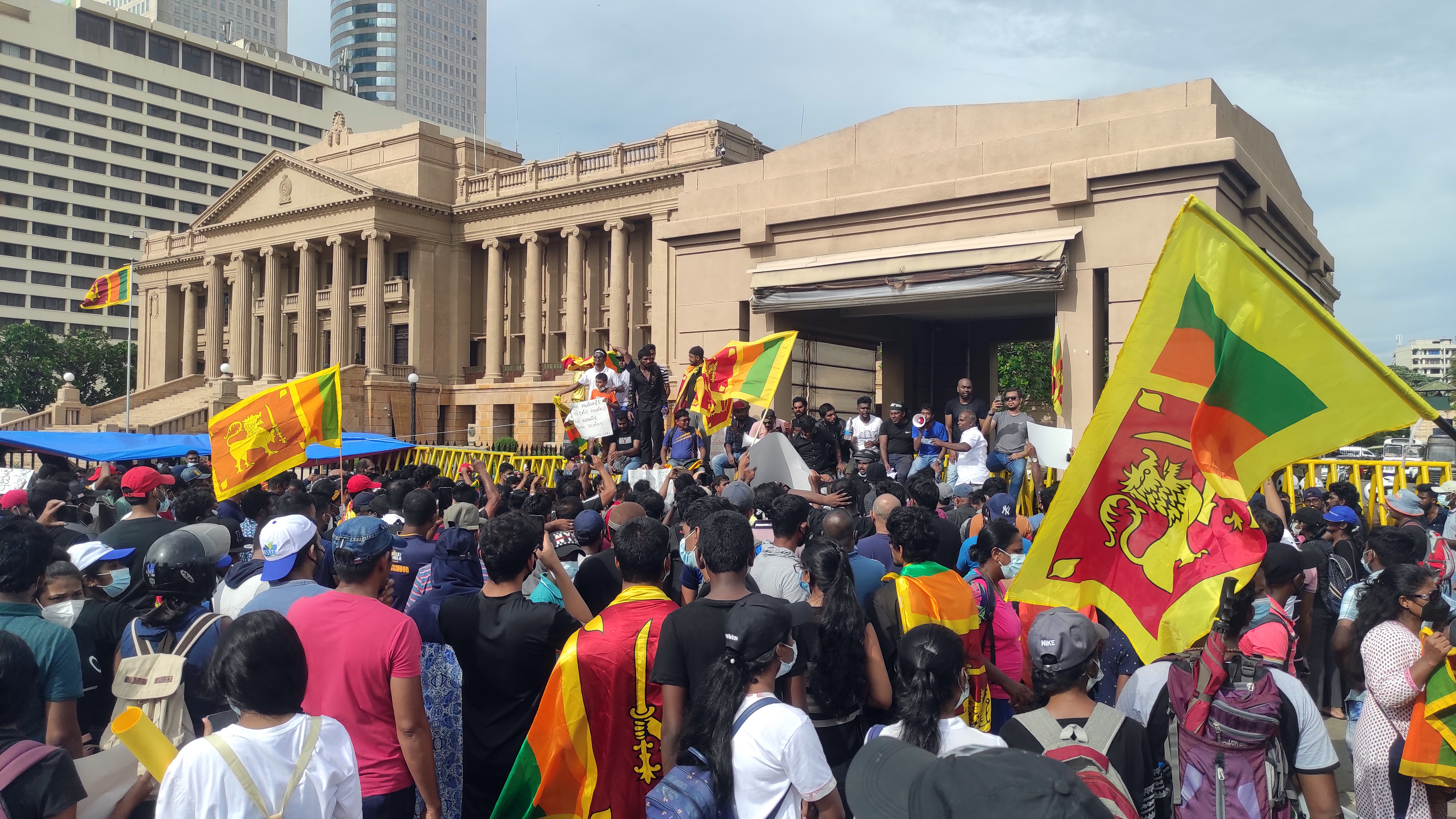
4월 13일 콜롬보의 대통령 비서실 앞에서 시위하는 스리랑카인들

2022년 스리랑카 시위(싱할라어: 2022 ශ්‍රී ලංකාවේ විරෝධතා, 타밀어: 2022 இலங்கைப் போராட்டங்கள்)는 2022년 3월부터 스리랑카 정부에 대한 대규모 시위이다. 정부는 스리랑카 경제를 잘못 관리하여 심각한 인플레이션, 일상적인 정전, 연료, 가정용 가스 및 기타 필수품의 부족을 포함한 경제 위기를 초래한 것에 대해 심한 비판을 받았다. 시위대의 주요 요구는 고타바야 라자팍사 대통령과 라자팍사 가문의 주요 관리들의 사임이었다. 몇몇 야당의 개입에도 불구하고, 대부분의 시위자들은 자신들이 정치적이라고 생각했고, 많은 사람들이 의회의 반대에 불만을 표시했다. 시위대는 "Go Home Gota", "Go Home Rajapaksas" 등의 구호를 외쳤다. 대부분의 시위는 일반 대중에 의해 조직되었으며, 젊은이들은 갈 페이스 그린에서 시위를 진행함으로써 주요 역할을 했다.
정부는 국가비상사태 선포, 군의 민간인 체포 허용, 통행금지, 소셜미디어 접근 제한 등 권위주의적인 방법으로 시위에 대응했다. 정부는 시위를 진압하려고 시도함으로써 법과 스리랑카 헌법을 위반했다. 스리랑카 디아스포라는 또한 스리랑카의 기본적인 인권 탄압에 반대하는 시위를 시작했다. 4월에 정부의 소셜 미디어 금지는 역효과를 낸 것으로 인식되었고, #GoHomeGota와 #GoGotaGo와 같은 해시태그는 트위터에서 국제적으로 유행하기 시작했다. 정부의 금지는 그날 늦게 해제되었다. 스리랑카 인권위원회는 정부의 조치를 비난하고 시위자들의 차단과 학대에 책임이 있는 관리들을 소환했다.
4월 3일, 제2차 고타바야 라자팍사 내각은 마힌다 라자팍사 총리를 제외한 26명 전원이 사임했다. 헌법상 의전을 따르지 않고 다음날 "사퇴"한 장관들이 여러 부처에 복직돼 사표가 유효하지 않다는 비판이 나왔다. 최고 정부의 채찍질을 받은 존스턴 페르난도는 고타바야 라자팍사 대통령이 어떤 상황에서도 사임하지 않을 것이라고 주장했다. 그러나 시위는 라자팍사 가문과 그 측근들을 포함한 관리들과 장관들을 해임하고, 더 자격 있고 노련한 관리들을 임명하고 다자간 참여와 부채 지속 가능성에 관한 자문 그룹을 만들었다.
2022년 7월, 시위대가 콜롬보에 있는 대통령의 집을 점령하여 라자팍사가 도주하고 라닐 위크레마싱헤 총리가 사임 의사를 발표했다. 약 일주일 후인 7월 20일, 의회는 위크레마싱헤를 대통령으로 선출했다. 2022년 11월까지, 시위는 경제 상황의 개선으로 인해 크게 냉각되었다. 시위는 대부분 끝났지만, 완전한 경제 회복이 이뤄지려면 2026년까지 걸릴 것이라고 지적했다.

## 같이 보기
- 1998년 5월 인도네시아 폭동
- 피플 파워 혁명
- 6월 민주 항쟁